# Alexander Barboza
Alexander Nahuel Barboza Ullúa (ur. 16 marca 1995 w Villa Celina) – argentyński piłkarz pochodzenia urugwajskiego występujący na pozycji środkowego obrońcy, od 2024 roku zawodnik brazylijskiego Botafogo.
Jego ojciec pochodzi z Urugwaju.